# چونگهیئون-دونگ
چونگهیئون-دونگ (به لاتین: Chunghyeon-dong) یک منطقهٔ مسکونی در کره جنوبی است که در Seodaemun District واقع شده‌است.